# المخطوف
المخطوف (بالإنجليزية: Kidnapped) هي رواية مغامرة تاريخية بقلم المؤلف الإسكتلندي روبرت لويس ستيفنسون، ونشرها أولا في مجلة Young Folks لأدب الشباب من مايو إلى يوليو 1886، ونشرت في كتاب كامل في العام نفسه. جذبت الرواية استحسان وإعجاب مختلف المؤلفين مثل هنري جيمس، خورخي لويس بورخيس، هيلاري مانتل. نشر ستيفنسون تكملة بعنوان كاتريونا في عام 1893.
تدور الرواية حول أحداث حقيقية في اسكتلندا القرن الثامن العشر، وبالأخص «جريمة أبين»، والتي حدثت إثر التمرد اليعقوبي عام 1745. هناك شخصيات في الرواية هم أناس حقيقيون، مثل الشخصية الرئيسية ألن بريك ستيوارت. تم تصوير الوضع السياسي وقتها من وجهات نظر متعدّدة، وتم تصوير أهل المرتفعات بصورة متعاطفة.

## القصة
الشخصية المركزية والراوي في القصة هو فتى عمره 17 عاما يدعى ديفيد بلفور. (بلفور هو اسم أم ستيفنسون قبل الزّواج). مات أبواه مؤخرا، واستعد ليشقّ طريقه في الدنيا. أعطاه السيد كامبل كاهن إيسندين رسالة لكي يسلّمها إلى بيت شوز في كراموند، حيث يعيش إبنيزر بلفور عمّ ديفيد.
يصل ديفيد إلى بيت شوز ويواجه عمّه الشكاك إبنيزر الذي يقابله بالسلاح. كان عمّه بخيلا أيضا ويعتاش على حساء الشعير والبيرة، وبيت شوز نفسه غير منتهي وبعض أجزائه خربة. يسمح العم لديفيد بالبقاء، ويكتشف ديفيد دليلا على أن أباه ربما كان أكبر من عمه، ما يجعل ديفيد الوريث الشرعي للأملاك. يطلب إبنيزر من ديفيد إحضار صندوق من قمة برج في البيت لكن يرفض أن يزوده بمصباح أو شمعة. يضطر ديفيد لصعود الدرج في الظلام ويدرك البرج غير منتهي، بل أن الدرج ينتهي فجأة ويقود إلى الهاوية. يستنتج ديفيد أن عمّه يدبر له حادثا كي لا يعطي الميراث لابن أخيه.

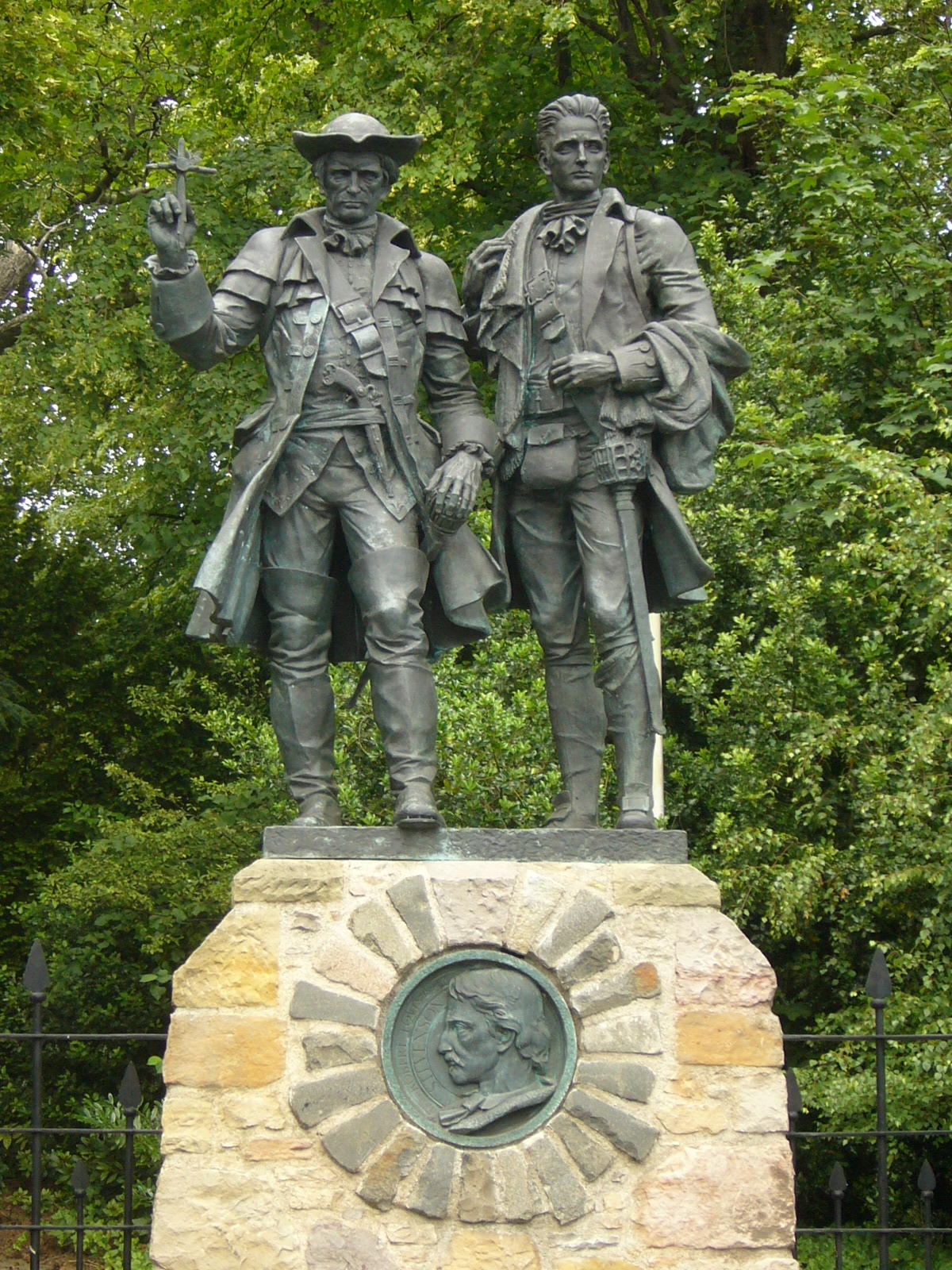
تمثال ألكساندر ستودارت عن رواية المخطوف في كورستورفين في أدنبرة، ويصوّر ألن بريك ستيوارت وديفيد بلفور في لقائهم الأخير على تل كورستورفين (كشف عنه عام 2004). هذا التمثال لا يمثل طول الشخصيات بشكل صحيح: حيث يفترض أن بلفور يرتفع عن بريك بطول قدم على الأقل حسب إشارات الرواية.

يواجه ديفيد عمّه الذي يعده بأن يروي له قصة والده كاملة الصباح التالي. يصل فتى يعمل في سفينة ويدعى رانسوم في اليوم التالي ويخبر إبنيزر أن الربان هوزياسون قائد السفينة «كوفينانت» يحتاج لمقابلته لمناقشة عمل معه. يأخذ إبنيزر ابن أخيه معه إلى رصيف على خور فورث حيث ينتظرهم هوزياسون، ويترك ديفيد عمه مع الربان ويزور الشاطئ مع رانسوم. يعرض عليهم هوزياسون لاحقا أن يركبوا سفينته لبرهة، يوافق ديفيد قبل أن يرى عمه يعود إلى الشاطئ وحده على متن زورق صغير. تم ضرب ديفيد وفقد وعيه على الفور.
يصحو ديفيد وهو مقيّد داخل السفينة، ويعلم بعدها أن القائد يخطّط لبيعه عبدا في كارولاينا. لكن السفينة تصادف رياح مضادة أعادتها إلى اسكتلندا. ضاعت السفينة وسط الضباب قرب جزر هبريدز واصطدمت بمركب صغير. مات كل على المركب إلا رجلا واحدا هو ألن بريك ستيوارت والذي تم إنقاذه. يعرض بريك على هوزياسون مبلغا كبيرا لإنزاله على البر الرئيسي. يسمع ديفيد خطط الطاقم لقتل ألن وأخذ كل ماله. يحصّن ديفيد وألن نفسيهما في وسط السفينة، يقوم ألن بقتل أحدهم، وبينما يجرح ديفيد الربان هوزياسون. قتل خمسة من أفراد الطاقم ورفض البقية الاستمرار بالقتال.
لم يكن لدى هوزياسون خيار إلا وضع ألن وديفيد على البر الرئيسي. يحكي ديفيد حكايته لألن، والذي يحكي دوره أن مسقط رأسه، أبين، واقع تحت نيّر وكيل الملك كولين روي كامبل من غلينور. ويقسم ألن أنه إن عثر على كولين أو «الثعلب الأحمر» سيقتله.
يحاول ربان السفينة تجاوز قناة وعرة بدون خريطة، وتتحطم على صخور توران. انفصل ديفيد وألن عن بعضهما في هذه المشكلة، وانجرف ديفيد إلى اليابسة على جزيرة إيريد قرب جزيرة مول، بينما جدف ألن ومن بقي من الطاقم إلى بر الأمان على نفس الجزيرة. يقضي ديفيد بضعة أيام وحده في البرية قبل أن يستجمع قوته.
يعلم ديفيد أن صديقه الجديد قد نجا، ويقابل في طريقه دليلين فقيرين: يحاول الأول طعنه بسكين، وبينما كان الآخر أعمى ولكنه كان بارعا بتصويب المسدّس. يصل ديفيد إلى توروساي، حيث يعبر النهر، ويتلقى الإرشاد من رجل يدعى نيل روي ماكروب كان صديق ألن، ويلتقي لاحقا بمعلم ديني يأخذه إلى البر الرئيسي.

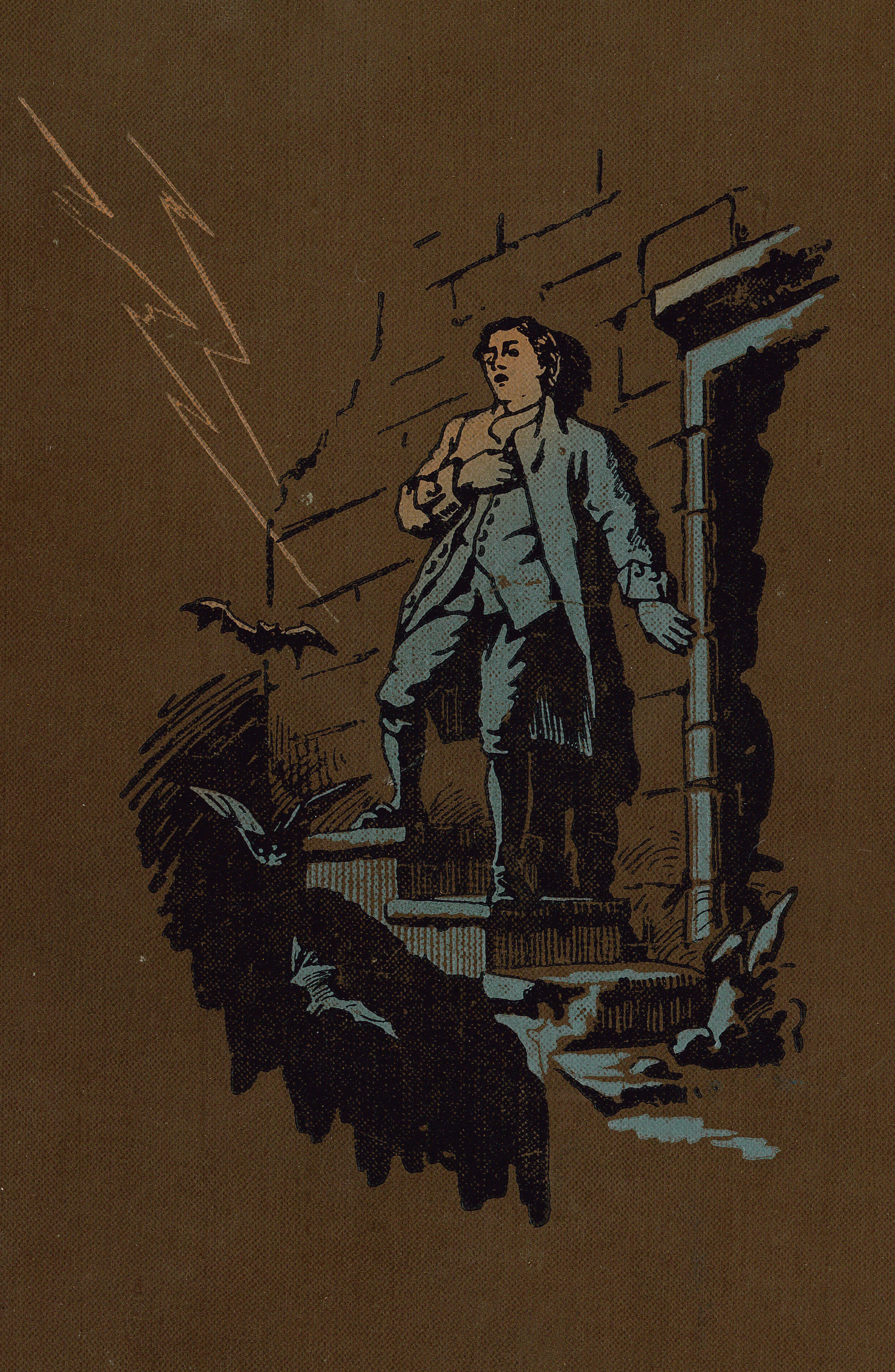
غلاف الرواية بريشة ويليام براسي هول، طبعة لندن، دار كاسيل وشركاه، 1886

يواصل ديفيد رحلته، ويلتقي بالثعلب الأحمر (كولن روي) شخصيا، والذي رافقه محامي وخادم وأحد ضباط مأمور المنطقة. قام ديفيد باستيقاف كامبل ليسأله عن الطريق، ثم يظهر قنّاص متخفي فجأة ويقتل وكيل الملك المبغوض.
تم الشك بديفيد على أنه متآمر فهرب بجلده، لكن الصدفة جمعته مجددا مع ألن. يعتقد الشاب أن ألن هو القاتل، لكن ألن أنكر مسؤوليته. يبدأ ألن وديفيد بالهرب عبر الخلنج، ويختفيان عن الجنود الحكوميين في النهار. أحس ديفيد بالإرهاق من الرحلة وتدهورت صحته بسرعة؛ وفي هذا الوقت وقعوا في قبضة مجموعة من أتباع كلوني ماكفيرسون وهو أحد زعماء عشائر المرتفعات وهارب من القانون. قام ألن بإقناع كلوني أن يأويهم، وبينما رعي ديفيد طبيب من المرتفعات. تعافى ديفيد إلا أن أغلب المال ضاع بعد أن خسره ألن في لعبة ورق مع كلوني، قبل أن يعيده كلوني عندما ترجاه ديفيد.
استأنف ديفيد وألن رحلتهما في البرد والمطر، ووقع ديفيد ضحية المرض مجددا، وحمله ألن على ظهره عبر الجدول ووصلا إلى أقرب بيت، وكان حظهم أنه بيت دنكان دو من عشيرة ماكلارين، وهو حليف لآل ستيوارت وزمّار ماهر. يبقى ديفيد طريح الفراش ويعتني به الطبيب، بينما يختفي ألن في مكان قريب ويزوره بعد الظلام.
يصل الاثنان إلى لايمكيلن، يقنع ألن ابنة صاحب الحانة (غير مسماة في الرواية، لكنها سميت «أليسون هاستي» في التكملة) أن ديفيد هو نبيل يعقوبي شاب على حافة الموت، رغم اعتراض ديفيد على الأمر، وتنقلهم عبر مضيق فورث. وهناك يجتمعان بمحامي عمّ ديفيد، وهو السيد رانكيلور، والذي يوافق على مساعدة ديفيد ليستلم ميراثه. يوضّح رانكيلور له أن أباه وعمه تخاصما مرة على امرأة، وهي أمّ ديفيد، وتزوجها أبوه وأعطى أملاكه بشكل غير رسمي إلى أخيه بينما عاش كمعلّم فقير مع زوجته. هذا الاتفاق تقض بموته.
يختفي ديفيد والمحامي في الغابة خارج بيت إبنيزر بينما يتكلّم ألن معه، مدّعيا أنه الرجل الذي وجد ديفيد وهو شبه ميت تقريبا بعد تحطم سفينة كوفينانت وقال أنه يمثّل القوم الذين يحتجزونه أسيرا في جزر هيبريدز. يسأل عمّ ديفيد عما إذا كان سيقتل ديفيد أو يبقيه. يرفض العمّ كلام ألن بشكل قاطع بأنّ ديفيد قد اختطف ولكنه يعترف في النهاية أنّه دفع عشرين جنيها لهوزياسون ليأخذ ديفيد إلى أرض كارولينا. يظهر ديفيد ورانكيلور من مخبئهما، ويتكلّمان مع إبنيزر في المطبخ، الذي يوافق في النهاية بأن يمنح ديفيد ثلثي دخل العقار طوال حياة عمّه.
تنتهي الرواية بافتراق ديفيد ألن على تل كورستورفرين؛ يعود ألن إلى فرنسا، وديفيد يذهب إلى مصرف ليضع ماله.

## النوع
هذه الرواية من صنف الرواية التاريخية، لكن الوقت الذي كتبت فيه كان الأدب التاريخي يتطور من الاهتمام بالدقة التاريخية إلى تصوير روح الزمن الغابر. وحسب كلمات أحد النقاد في مجلة "Bentley's Miscellany"، فعلى الروائي التاريخي «أن يلقي الشعر التاريخي بدلا من أن يؤرخ الأحداث: لا يجب أن يصبح عمله عبدا للتواريخ؛ بل يجب أن يكون مخلصا لشخصية تلك الفترة». كما أن ستيفنسون نفسه يحذّر القارئ في المقدّمة بأن الدقة التاريخية لم تكن من أولوياته.
يقدّم ستيفنسون الرواية اليعقوبية لجريمة أبين في الرواية، ولكن يضع الأحداث في عام 1751، بينما حدثت الجريمة في الواقع عام 1752.

## الشخصيات
يتّهم ديفيد بلفور بأنه متواطئ في جريمة أبين، حيث تم قتل كولين كامبل وكيل الملك من قبل مجهول في عام 1752. وتضم الرواية شخصيات حقيقة مثل ألن بريك ستيوارت، كولن روي كامبيل، جيمس ستيوارت، كلوني ماكفيرسون، روب روي ماكغريغور.

## العنوان الكامل
العنوان الكامل للكتاب هو «المخطوف: عن مذكرات ومغامرات ديفيد بلفور في سنة 1751: كيف اختطف ورمي على الشاطئ؛ ومعاناته في جزيرة مقفرة؛ رحلته في المرتفعات البرية؛ معرفته بألن بريك ستيوارت وغيره من اليعقوبيين؛ ومعاناته على يد عمه، إبنيزر بلفور من شوز، ودعيت خطأ: كتبها بنفسه وبيّنها الآن روبرت لويس ستيفنسون».

## المواضيع الرئيسية
الموضوع المركزي في الرواية هو مفهوم العدالة، ونقائص نظام العدالة وانعدام التعريف العالمي للعدالة. حيث أن العدالة تعني لديفيد استعادة ميراثه، بينما تعني لألن موت عدوه كولن روي.
اقترح الناقد الأدبي ليزلي فيدلر أن هناك «مفهوما أسطوريا» موحدا في عدد من كتب ستيفنسون، ويشمل هذا رواية المخطوف، ودعاه مفهوم «الوغد المحبوب»، أو «شيطان كالملاك»، «جمال الشر». والشرير في هذه الحالة هو ألن، «ثائر وطريد، ربما كان قاتلا... دون أن يملك شيئا من المبادئ الأخلاقية المسيحية». والخير ينتصر في النهاية على الشر، كما في حالة ديفيد بلفور.

## الأهمية والنقد الأدبي
تلقت الرواية الاستحسان وحققت مبيعات جيدة في زمن حياة ستيفنسون. ولكن تغيرت النظرة إليها بعد وفاته، حيث أصبح ينظر إليها ببساطة على أنها رواية أولاد عادية، لكنها استعادت استحسان النقاد وتمت دراستها بحلول منتصف القرن العشرين.

## الاقتباسات
تم اقتباس الرواية عدة مرات وفي عدد من الوسائط الإعلامية.
أنتجت نسخ للتلفزيون والسينما في أعوام 1938، 1948، 1960، 1971، 1978، 1986، 1995، 2005.
نشرت مجلة مارفل إلوستريتد نسخة مصورة بين عامي 2007-2008، من قبل روي توماس وماريو غولي، الذي سبق له أن نشر رواية جزيرة الكنز.
كتب اقتباس إذاعي من أربعة أجزاء من قبل كاثرين تشيركافسكا وبطولة ديفيد رينتول بدور ديفيد بلفور وبول يونغ بدور ألن بريك ستيوارت وأذيع على راديو بي بي سي 4 في 1985. وأذيع اقتباس جديد من جزأين من قبل كريس دولان وبطولة أوين وايتلو بدور ديفيد بلفور ومايكل ناردون بدور ألن بريك وأذيع أيضا على راديو بي بي سي 4 في عام 2016.

## قضية جيمس أنسلي
بعد عرض المراجعات الأولى للرواية في عام 1886، قيل أن ستيفنسون بنى الأحداث على قصّة حقيقية لشخص يدعى جيمس أنسلي، وهو الوريث الافتراضي لخمسة ألقاب أرستقراطية وتم اختطافه في عمر الثانية عشرة من قبل عمه ريتشارد ونقل من دبلن إلى أمريكا في عام 1728. وتمكن من الهرب بعد 13 سنة وعاد ليسترد حقه من عمّه في إحدى أطول المحاكمات في ذلك الوقت. ذكر المؤرخ روجر إكريتش عن الموضوع، «لا أصدّق أن ستيفنسون الذي كان قارئا نهما للتاريخ القانوني لم يكن مطلعا على قصّة جيمس أنسلي، خاصة أنه في زمن نشرها في 1886 كانت قد أثّرت على أربع روايات أخرى من القرن التاسع عشر، وأشهرها غاي مانرينغ بقلم السير والتر سكوت (1815) والوريث التائه بقلم تشارلز ريد (1873)».

## أدنبرة: مدينة الأدب
عندما أصبحت أدنبرة أول مدينة للأدب من قبل اليونسكو، تم وضع نسخ مجانية من الرواية في الأماكن العامّة حول المدينة كجزء من الاحتفالية؛ تم توزيع 25,000 نسخة بهذه الطريقة خلال فبراير 2007.

## وصلات خارجية
- المخطوف على موقع الموسوعة البريطانية (الإنجليزية)

كتاب مجاني: Kidnapped على مشروع غوتنبرغ